# Bil Corona
La Bil Corona è una struttura geologica della superficie di Venere.